# Willi Baumeister

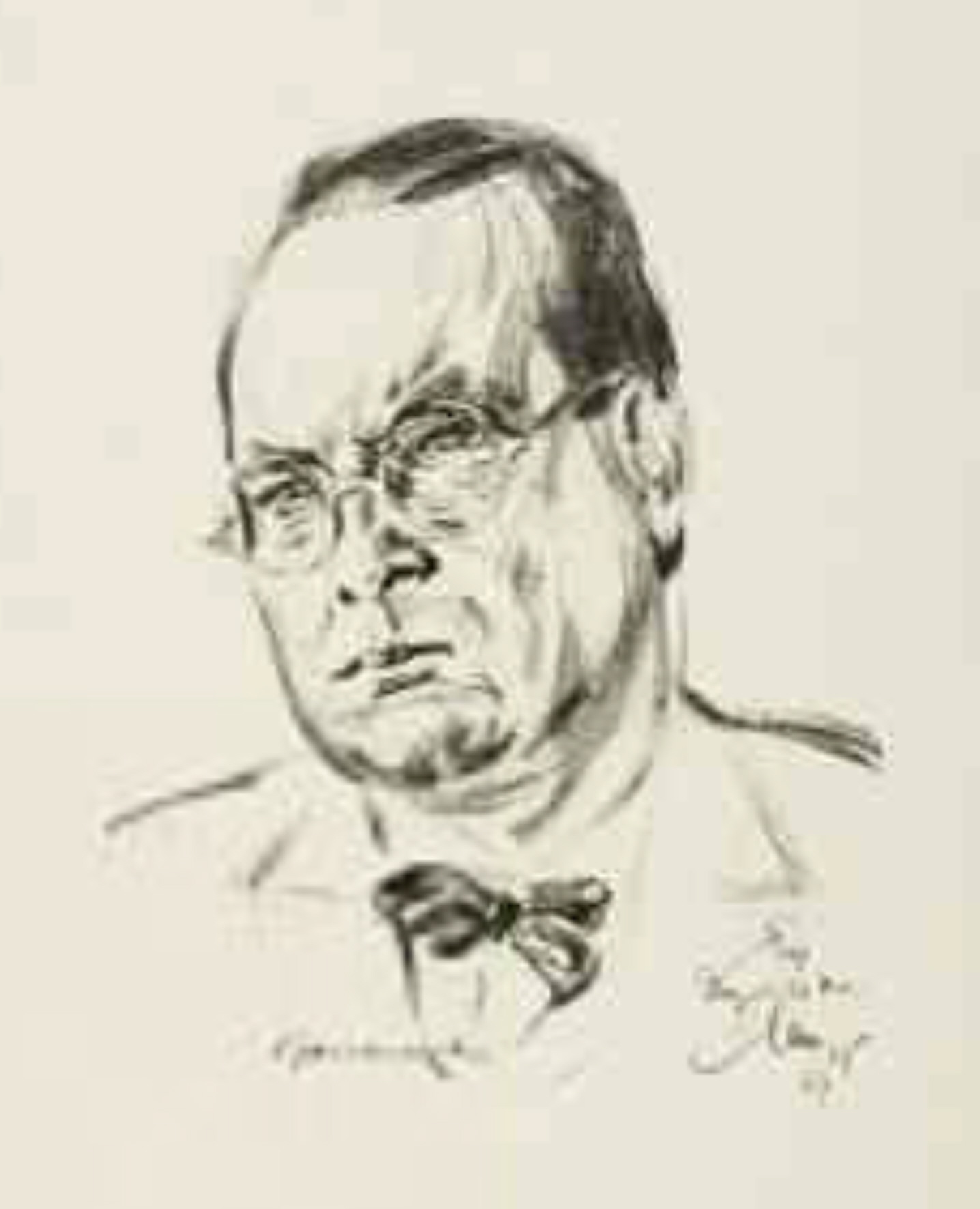
Willi Baumeister (porträtiert von Emil Stumpp, 1927)

Friedrich Wilhelm Baumeister (* 22. Januar 1889 in Stuttgart; † 31. August 1955 ebenda) war ein deutscher Maler, Grafiker, Bühnenbildner, Typograf, Kunsttheoretiker, Autor und Hochschullehrer. Er gilt als bedeutender Künstler der Moderne.

## Leben

### Kindheit und Ausbildung
Willi Baumeister wuchs in seiner Geburtsstadt Stuttgart auf, wo er die Friedrich-Eugens-Oberrealschule bis zur Mittleren Reife besuchte. Seine Eltern Wilhelm und Anna Baumeister hatten bereits eine Tochter Klara und einen Sohn Hans. Der Vater führte als Hofkaminfegermeister den familieneigenen Handwerksbetrieb. Anna Baumeister geb. Schuler stammte aus einer Dekorationsmaler-Familie, die seit fünf Generationen dieses Handwerk ausübte.
Schon während der Ausbildungszeit zum Dekorationsmaler ab 1905 nahm Baumeister ein Studium an der Kunstakademie Stuttgart auf, besuchte Robert Poetzelbergers Zeichenklasse und nahm bei Josef Kerschensteiner zusätzlich Unterricht. 1906 setzte er seine Malerlehre fort und beendete diese 1907 mit der Gesellenprüfung. Von Herbst 1907 bis Herbst 1908 leistete er seinen Militärdienst als Einjährig-Freiwilliger in Stuttgart ab.

### Studium und Erster Weltkrieg
Nach dem Militärdienst nahm Willi Baumeister sein Studium an der Kunstakademie wieder auf. Er wurde jedoch von seinem Lehrer Poetzelberger wegen mangelnder Begabung als Schüler abgelehnt. Baumeister wechselte in die Kompositionsklasse von Adolf Hölzel, der er (mit kriegsbedingter Unterbrechung) bis Ende Wintersemester 1918/19 angehörte. Hier lernte er Oskar Schlemmer und Alf Bayrle kennen. Im Jahr 1911 unternahm Baumeister seine erste Paris-Reise. Er beteiligte sich erfolgreich 1912 an einer Ausstellung in der Zürcher Galerie Neupert. Im darauf folgenden Jahr wurde er Teilnehmer des Ersten Deutschen Herbstsalons in der Berliner Sturm-Galerie. Hier begegnete er dem expressionistischen Maler Franz Marc. 1914 hatte Baumeister seine erste Einzelausstellung im von Oskar Schlemmer und dessen Bruder gegründeten Stuttgarter „Neuen Kunstsalon“. Ihm, Schlemmer und Hermann Stenner vermittelte Adolf Hölzel im selben Jahr den Auftrag zur Ausführung von Wandgemälden in der Kölner Werkbundausstellung. Bei der großen Stuttgarter Ausstellung des Verbandes der Kunstfreunde in den Ländern am Rhein 1914 waren er, Josef Eberz und Schlemmer im sogenannten „Expressionisten-Saal“, den Hölzel ausgerichtet hatte, mit jeweils drei Werken am stärksten vertreten.
Bevor Willi Baumeister Anfang November 1914 zum Kriegsdienst bei einer Feldflieger-Ersatz-Abteilung eingezogen wurde, unternahm er noch Reisen zusammen mit Schlemmer und zeitweilig auch Stenner nach Amsterdam, London und Paris. Trotz des Krieges begegnete Baumeister 1915 in Wien dem Maler Oskar Kokoschka und dem Architekten Adolf Loos. 1916 beteiligte er sich an der Ausstellung Hölzel und sein Kreis im Kunstverein Freiburg im Breisgau, die 1917 auch im Kunstsalon Ludwig Schames in Frankfurt am Main gezeigt wurde. Aus dem Feld steuerte er für die Ausstellungspublikation, die vier seiner Werke abbildete, den Text „Vadartal. Ahranli, den 20. Juli 1916“ bei. Noch vor seiner Entlassung aus dem Militärdienst und seiner Rückkehr nach Stuttgart im Dezember 1918 stellte er zusammen mit Oskar Schlemmer in der Stuttgarter Galerie Schaller aus. Als Baumeister und Schlemmer im Verlaufe des Jahres 1919 versuchten, die Berufung Paul Klees an der Stuttgarter Akademie in der Hölzel-Nachfolge durchzusetzen, wurde dies, obwohl sich Klee zur Übernahme des Lehramts bereit erklärt hatte, seitens der Akademie unter der Leitung Heinrich Altherrs mit Unterstützung lokaler Presseorgane heftig bekämpft und abgelehnt. Wieweit Baumeister bereits 1919 der Berliner Künstlervereinigung „Novembergruppe“ beitrat, ist unklar. Sie war 1918 von Max Pechstein, unmittelbar nach der deutschen Kapitulation und dem Sturz der Monarchie, gegründet worden und blieb bis 1933 einer der bedeutendsten Zusammenschlüsse deutscher Künstler.

### Üecht und Berufung

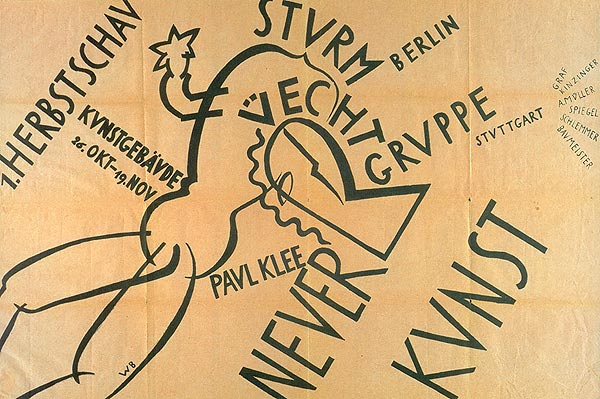
Willi Baumeister, Ausstellungsplakat, Üecht-Gruppe, Stuttgart 1919

In Stuttgart ergriff Baumeister mit Schlemmer und anderen Künstlern 1919 die Initiative zur Gründung der Künstlergruppe Üecht (alemannisch: „echt“, „wahr“), die er 1921 verließ. 1919 fertigte er sein erstes Bühnenbild, dem insgesamt 17 weitere folgten. 1922 beendete Baumeister sein Studium an der Stuttgarter Akademie, wo er zuletzt bei Heinrich Altherr eingeschrieben war, und bezog ein eigenes Atelier in Stuttgart. Er arbeitete als freier Künstler und nahm an Ausstellungen in Berlin, Dresden und Hagen teil. Seine Bekanntheit und die über Deutschland hinausweisende Anerkennung wurden in einer gemeinsamen Ausstellung mit Fernand Léger in der Berliner Galerie „Der Sturm“ im Jahre 1922 deutlich. In diesen Jahren entwickelte Baumeister Beziehungen zu Künstlern wie Paul Klee, Léger, Le Corbusier, Ozenfant oder Michel Seuphor. 1924 wurden einige seiner Arbeiten auf der „Ersten Allgemeinen Deutschen Kunstausstellung“ in Moskau gezeigt. 1925 wurde Baumeister zum Sondersachverständigen für farbige Hausanstriche der Württembergischen Bauberatungsstelle ernannt und nahm an der Pariser Ausstellung L’Art d’aujourd’hui („Kunst heute“) teil. Neben seiner künstlerischen Arbeit widmete er sich parallel der Gebrauchsgrafik und entwarf Anzeigen für Unternehmen, wie zum Beispiel für Bosch und DLW (Deutsche Linoleumwerke).
1926 heirateten Willi Baumeister und die Malerin Margarete Oehm. Baumeister hatte im selben Jahr die Gelegenheit, in New York an der International Exhibition of Modern Art („Internationale Ausstellung Moderner Kunst“) der Société Anonyme im Brooklyn Museum teilzunehmen. Es folgte im Jahr darauf eine Einzelausstellung in Paris und anlässlich seiner Beteiligung an der Großen Berliner Kunstausstellung (mit eigenem Raum) lernte er Kasimir Malewitsch kennen.
1927 wurde Baumeister Chefgrafiker der DLW und auf Empfehlung von Fritz Wichert an die Frankfurter Kunstgewerbeschule, die spätere Städelschule, berufen. Hier leitete er von 1928 an die Klasse für Gebrauchsgrafik, Typographie und Stoffdruck. Baumeisters Tochter Krista wurde in diesem Jahr geboren. Eine im folgenden Jahr ausgesprochene Berufung an das Bauhaus in Dessau sagte er ab. 1929 nahm Willi Baumeister als Mitglied des Deutschen Künstlerbundes an der Jubiläumsausstellung im Kölner Staatenhaus am Rheinpark teil, wo er drei Ölgemälde zeigte.
Ab 1930 betreute er die Gestaltung der Zeitschrift des Neuen Frankfurt, 1931 erschien das Magazin Der Querschnitt erstmals mit Baumeisters werbekräftiger Umschlagkonzeption. Während Baumeister seit 1927 Mitglied im „ring neue werbegestalter“ war (Vorsitzender war Kurt Schwitters) trat er 1930 der Künstlervereinigung Cercle et Carré („Kreis und Quadrat“) bei und erhielt im selben Jahr den Württembergischen Staatspreis für das Gemälde Linienfigur. Er war neben Cercle et Carré noch Mitglied der Künstlerbewegung Abstraction-Création in Paris.

### Im nationalsozialistischen Deutschland
Am 31. März 1933 wurde Willi Baumeisters Professur an der Kunstgewerbeschule infolge der Machtübernahme durch die Nationalsozialisten eingespart, seine Kollegen Albert Windisch und Wilhelm Biering waren gezwungen, auch Baumeisters Kurse zu übernehmen. Elisabeth Hase, Marta Hoepffner, Jacques Germain, Hannes Neuner und Jo von Kalckreuth zählten zu den wichtigsten Schülern Baumeisters in Frankfurt. Nach seiner Rückkehr nach Stuttgart (April 1933) lebte Baumeister hauptsächlich von Gebrauchsgrafik, unternahm allerdings Reisen in die Schweiz, nach Italien und Frankreich. Im selben Jahr wurde seine Tochter Felicitas geboren. 1936 lernte er durch die Vermittlung des Wuppertaler Architekten Heinz Rasch – mit dem er seit der Zusammenarbeit bei der Bauausstellung 1924 in Stuttgart befreundet war – Kurt Herberts, Inhaber einer Wuppertaler Lackfabrik, kennen und arbeitete ab 1937 in dessen Wuppertaler Arbeitskreis. Dort arbeiteten neben ihm weitere von den nationalsozialistischen Machthabern verfemte Künstler: Hans Hildebrandt, Franz Krause, Alfred Lörcher, Georg Muche und Oskar Schlemmer.
1937 wurden in der Nazi-Aktion „Entartete Kunst“ eine Vielzahl von Tafelbildern, Aquarellen, Druckgrafiken und Zeichnungen Baumeisters aus dem zur Nationalgalerie Berlin gehörenden Kronprinzenpalais, dem Schlesischen Museum der Bildenden Künste Breslau, dem Museum Folkwang Essen, dem Provinzial-Museum Hannover, der Städtischen Kunsthalle Mannheim, der Städtischen Kunstsammlung Chemnitz, dem Städtischen Kunst- und Gewerbemuseum Dortmund, den Kunstsammlungen der Stadt Düsseldorf, dem Museum für Kunst und Heimatgeschichte Erfurt, dem Kunstverein Jena, der Staatlichen Kunsthalle Karlsruhe, dem Wallraf-Richartz-Museum Köln, dem Städtischen Museum Frankfurt am Main, der Württembergischen Staatsgalerie Stuttgart, dem Schlossmuseum Weimar und dem Nassauischen Landesmuseum Wiesbaden beschlagnahmt. Fünf seiner Werke wurden in der nationalsozialistischen Ausstellung „Entartete Kunst“ gezeigt.
Baumeister hatte, bis 1941 ein Mal- und Ausstellungsverbot der Reichskammer der bildenden Künste erging, noch vielfach die Gelegenheit, seine Arbeiten im europäischen Ausland auszustellen. Trotz des Verbotes und stetiger Überwachung arbeitete er parallel zu seiner Tätigkeit in der Lackfabrik Herberts an seinem künstlerischen Werk. Als 1943 Wuppertal und schließlich ebenfalls bei einem Bombenangriff Baumeisters Haus in Stuttgart unbewohnbar wurden, zog er mit seiner Familie nach Urach an der Schwäbischen Alb um. Dort schrieb er das Manuskript seines Buches Das Unbekannte in der Kunst nieder. Die bedrückenden Umstände, unter denen das Buch entstand, beschreibt Baumeister in der „Neujahr 1943/44“ datierten Einführung:
„Kann der verhinderte Maler ein Schlupfloch finden, eine Orgelröhre, aus der sein letzter Ton pfeift? Kunst ist keine Beschäftigung, Kunst beschäftigt immerwährend den Künstler. Es ist merkwürdig, in welch kausaler Fährte sich eine Tätigkeit wandelt, fortsetzt. Vom Malen größerer Bilder zum kleinformatigen Zeichnen und Illustrieren bis zuletzt in aufgezwungener, äußerster Einschränkung: zum Schreiben. An sich schon durch die Verhältnisse an eine langjährige außergewöhnliche Daseinsform gebunden, die Zukunft als ewige Düsternis, des Lehramts enthoben, in Diffamierung und so weiter, entstand zuletzt zwangsläufig das vorliegende Produkt im Winter 1943 als Zeichen einer durch Zusammenpressung fast zum Verlöschen gebrachten letzten Virulenz.“
Anfang April 1945 sollte er im Volkssturm den Ort mit einer Panzerfaust verteidigen, jedoch floh die Familie an den Bodensee, wo sie bei Max Ackermann in dessen Sommerhaus in Horn bei Radolfzell unterkam. Baumeister blieb mit seiner Familie den Sommer über am Bodensee. Erst im September kehrte er nach Stuttgart zurück.

### Nach dem Zweiten Weltkrieg
Nach dem Ende des Zweiten Weltkrieges schloss 1945 Willi Baumeister sein Buch Das Unbekannte in der Kunst ab, das 1947 erschien. Seinen ersten Ausstellungsauftritt nach zwölf Jahren nationalsozialistischer Herrschaft hatte er im Herbst 1945 mit seiner Teilnahme an der im Rahmen der Kulturwoche Überlingen veranstalteten Ausstellung „Deutsche Kunst unserer Zeit“. Am 15. November desselben Jahres eröffnete „Wilhelm F. Arntz […] namens der Stuttgarter Stadtverwaltung im Foyer der Kammerspiele des Stuttgarter Neuen Theaters (Friedrichstraße 13) vor viel Publikum Baumeisters erste Einzelausstellung in Deutschland nach 1933“. Am 16. März 1946 berief Kultminister (damalige württembergisch-badische Amtsbezeichnung) Theodor Heuss Willi Baumeister als Professor und Leiter einer Klasse für „Dekorative Malerei“ an die neu konstituierte Staatliche Akademie der Bildenden Künste Stuttgart. Baumeister notierte sogleich in seinem Tagebuch:
„Berufung an die Akademie der bildenden Künste, laut amtl. Schreiben unterzeichnet von Regierungsrat Dr. Kauffmann als vollzogen zu betrachten. In 14 Tagen werden es 13 Jahre seit ich brüsk verabschiedet wurde. Ich konnte der Meinung sein, nie mehr an die Oberfläche zu kommen. Nun wirkt alles günstig, besonders auch die gelungenen Bilder, die in den finsteren Jahren entstanden. Was wird das Amt bringen? Klasse für ‚Dekorative Malerei‘. Diese Bezeichnung gefällt mir nicht.“
Die Bezeichnung wurde später nicht verwendet, vielmehr galt Baumeisters Akademieklasse als Fachklasse für Malerei. Der 1945 in Zusammenhang mit den Erörterungen über die Wiedereröffnung der Stuttgarter Akademie insbesondere von den Stuttgarter Museumsmännern Theodor Musper und Erwin Petermann mit Unterstützung von amerikanischer Seite in Vorschlag gebrachte Plan, Baumeister zum Direktor der Akademie oder ihn im Falle einer Zusammenlegung von Akademie, Kunstgewerbeschule und Architekturabteilung der Technischen Hochschule zusammen mit Richard Döcker zum Mitglied eines Direktoriums zu berufen, wurde nicht realisiert, der Bildhauer Hermann Brachert wurde zum kommissarischen Direktor ernannt. Baumeister wurde Mitglied eines von Heuss eingesetzten Planungsausschusses zur Vorbereitung des Neuaufbaus der Stuttgarter Akademie.
1949 war Willi Baumeister Mitbegründer der Künstlergruppe „Gegenstandslose“, die 1950 unter dem Namen „ZEN 49“ erstmals ausstellte. Baumeister begegnete Fritz Winter, Ernst Wilhelm Nay und vielen anderen, die sich in der bildenden Kunst nach dem Ende von Krieg und Diktatur in Deutschland für einen Neuanfang und den Anschluss an internationale Entwicklungen engagierten. Im Juli 1950 nahm er am „Ersten Darmstädter Gespräch“ anlässlich der Ausstellung „Das Menschenbild in unserer Zeit“ teil. Baumeister verteidigte die moderne Kunst gegen die These von Hans Sedlmayr vom „Verlust der Mitte“.
Von 1951 bis 1954 gehörte Willi Baumeister dem Vorstand des wiedergegründeten Deutschen Künstlerbundes an. Am 13. März 1951 wählte ihn der Senat der Stuttgarter Akademie mit überwiegender Mehrheit für zwei Jahre zum stellvertretenden Rektor, nachdem die Rektorwahl – bei „Spaltung der Lehrerschaft“ (Willi Baumeister) – mit einer Stimme Unterschied zugunsten des seit 1946 amtierenden Hermann Brachert ausgegangen war. Er war zu dieser Zeit bis zu seinem Tod 1955 auf dem Höhepunkt seiner künstlerischen Karriere angelangt, was in vielen nationalen und internationalen Ausstellungsbeteiligungen seinen Ausdruck fand (z. B. Teilnahme an der Biennale von Venedig 1948 und 1952, Biennale São Paulo (Brasilien) 1951 (Preis für sein Gemälde „Kosmische Geste“), „Younger European Artists“, Guggenheim-Museum New-York).
Nachdem die seitens der Akademie bereits seit 1953 beantragte Verlängerung des regulären Dienstverhältnisses um ein Jahr am Widerstand der Kultusbehörde gescheitert war, trat Baumeister, dessen Unterricht rund 200 Studierende besucht hatten, am 28. Februar 1955 in den Ruhestand, erhielt allerdings noch einen „Lehrauftrag für gegenstandslose Malerei“ für das Sommersemester 1955. In den neun Jahren seines Wirkens war er an der Akademie zahlreichen Anfeindungen ausgesetzt, seine fortschrittlichen, von einem „offenen“ Unterricht geprägten pädagogischen Anschauungen (Leitmotiv: „Wir malen keine Bilder, wir studieren“), die Studierende aus aller Welt anzogen, stießen im Kollegenkreis auf heftigen Widerstand. So wurde etwa 1949 sein interner Vorschlag zur Reform des künstlerischen Elementarunterrichts (Erstveröffentlichung durch Wolfgang Kermer 1971), der ihn als authentischen, weil aus der Aufbruchzeit des 20. Jahrhunderts herrührenden Wegbereiter und Bewahrer des Gedankens einer fundamentalen künstlerischen „Vorlehre“ charakterisierte, vom damaligen Rektor Hermann Brachert, der sich in seiner Meinung insbesondere durch Gerhard Gollwitzer, Hans Meid und Karl Rössing gestützt sah, abgelehnt. Zur ersten Leistungsschau der Stuttgarter Akademie nach dem Krieg propagierte er im Frühjahr 1949 mit dem Text „Von der Imitation zur Kreation“ seine pädagogische Konzeption und zeigte, wie kurz zuvor schon in Wuppertal, in Stuttgart vierzehn (später um weitere vier mit Schülerarbeiten ergänzte) „Didaktische Tafeln“, „schematische Veranschaulichungen gestalterischer und didaktischer Überlegungen, Diagramme und kürzelhaft-lapidare Spekulationen über Farbe, Form“ (Wolfgang Kermer).
Aus seinem Stuttgarter Schülerkreis sind prominente Künstler hervorgegangen, unter anderem Klaus Bendixen, Karl Bohrmann, Peter Brüning, Hans Werner Geerdts, Peter Grau, Klaus Jürgen-Fischer, Herbert W. Kapitzki, Emil Kiess, Frans Krajcberg, Antonio Máro, Eduard Micus, Luisa Richter, Friedrich Seitz, Gerhard Uhlig, Ludwig Wilding, die größtenteils wieder als Hochschullehrer gewirkt haben. Im Zeitraum 1931 bis 1989 fanden mehrere, Baumeisters Frankfurter und Stuttgarter Lehrtätigkeit betreffende Schülerausstellungen statt.
Am 31. August 1955 starb Willi Baumeister mit dem Pinsel in der Hand vor seiner Staffelei sitzend in seinem Atelier in Stuttgart. Margarete Oehm und die beiden Töchter übernahmen die Verwaltung des Nachlasses.

## Werk
Anlässlich seiner Berufung an die Staatliche Akademie der Bildenden Künste Stuttgart skizzierte Willi Baumeister 1946 seine künstlerische Entwicklung in einem Beitrag für die Stuttgarter Zeitung:
„bis 1907 naturalist; 1907 bis 1909 impressionist; 1910 bis 1914 nachimpressionismus; 1919 bis 1930 konstruktivismus; 1924 bis 1929 sportbilder; 1930 bis 1935 abstraktionen der sportbilder; 1935 bis 1937 ‚malerische kompositionen‘; 1937 bis 1938 gegenstandslose malerei (ideogramme); 1939 serie der kompositionen mit schwebenden formen; 1942 elementare schwarz-weiß-kompositionen und reliefmalerei; 1940 bilder mit farbigen Lasuren; 1942 schwarz-weiß-bilder und reliefbilder; 1943 Illustrationen zu ‚gilgamesch‘, zu ‚saul‘, ‚esther‘, ‚sturm‘ von shakespeare; 1944 abfassung des manuskriptes ‚das unbekannte in der kunst‘“.
Baumeister nahm 1910 erstmals an einer Ausstellung teil und zeigte vom Impressionismus beeinflusste figurative Werke. Sein Interesse galt aber schon zu dieser Zeit insbesondere dem Kubismus und Paul Cézanne, dessen Werk er sein Leben lang verbunden blieb. Die den Anfang von Baumeisters Malerei prägenden Einflüsse von Impressionismus und Kubismus spielen in seinem Werk bis gegen Ende der 1920er Jahre eine wesentliche Rolle. Seine gegenständliche Malerei wird einerseits immer reduzierter (abstrahierter/geometrischer), gewinnt an Form, verliert an Tiefe. Es entstehen auch Parallelen zur Malerei seines Freundes Oskar Schlemmer und Otto Meyer-Amden im Rahmen einer selbständigen Fortentwicklung von Baumeisters Umgang mit Form und Farbe. Sein Lehrer Adolf Hölzel schrieb ihm schon um 1919: „Sie werden von uns allen der sein, der am höchsten kommt.“ Auffallend ist, dass der spezifisch deutsche Weg in die Moderne, der Expressionismus, kaum in Baumeisters Werk anklingt, obwohl er früh schon beispielsweise Franz Marc begegnet und jedenfalls die Werke der Brücke-Künstler wie die des Blauen Reiter gekannt haben wird.
Nach seiner Rückkehr aus dem Ersten Weltkrieg entwickelt Baumeister sein Werk stringent fort. Die Formen werden stärker geometrisch, gewinnen eine eigene Dynamik und Baumeister löst die traditionelle Verbindung von Form und Farbe. Für Baumeister spielt die üblicherweise strenge Trennung in abstrakt und figürlich eine weniger wichtige Rolle. Aus der Beschäftigung mit dem Menschenbild gewinnt Baumeister eine ganz eigene Formensprache. Zu dieser Zeit entstehen verschiedene Werkgruppen, unter anderem die reliefartigen Mauerbilder oder Gemälde zum Thema Sport (als ein Symbol für Modernität). In seiner Malerei ist die Auseinandersetzung mit der Form und dem Material der Malerei sowie die Beziehung von Wirklichkeit und Abbild sichtbar. Parallel gewinnt aber auch schon die gegenstandslose Malerei deutlich Kontur in Gemälden, die geometrische Formen und deren Beziehungen im Bild zueinander ins Zentrum stellen (z. B. Flächenverhältnis von 1920). Von großer Bedeutung für die konsequente Fortentwicklung von Baumeisters Werk darf der rege Austausch mit anderen deutschen aber auch ausländischen Künstlern gesehen werden, stehen für viele seiner künstlerischen Zeitgenossen doch ähnliche, wenn nicht gar die gleichen Fragestellungen auf der Tagesordnung der Moderne (z. B. El Lissitzky, Kasimir Malewitsch, Wassily Kandinsky, Fernand Léger, Amédée Ozenfant, Le Corbusier, Paul Klee).

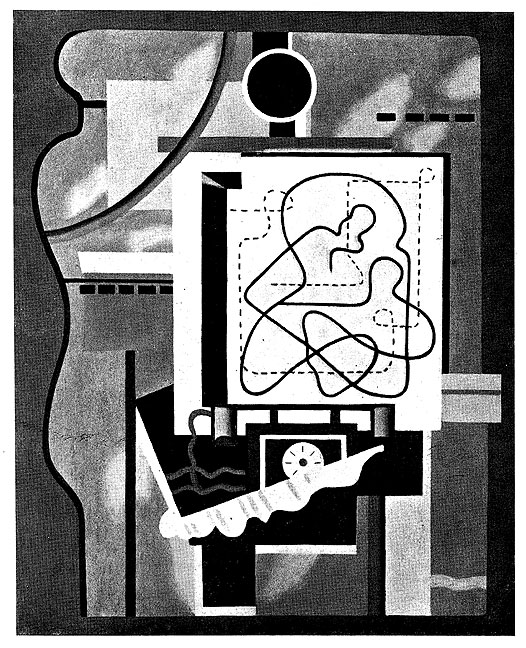
Willi Baumeister, Atelierbild III, 1929

Gegen Ende der 1920er Jahre werden die Formen in Baumeisters Bildern weicher. Er gibt die strenge, sich an den Grundformen Kreis, Dreieck und Rechteck orientierende Malerei zu Gunsten zunehmend organischer Formen auf. Eine Entwicklung, die parallel auch im Werk anderer Künstler seiner Zeit beobachtet werden kann, die bei Baumeister aber ebenfalls mit seiner Faszination für die vorzeitliche archaische Malerei zu tun hat. Willi Baumeister setzt sich intensiv mit frühen malerischen Zeugnissen auseinander und integriert diese Bilderfahrung in seine eigene Malerei. Baumeister identifiziert die Symbole, Zeichen und Figuren der Höhlenmalereien als gültige archaische Bildsprache, der er sich in seiner Arbeit stellt. Hierzu gehört, dass nun auch vermehrt Gemälde in „Öl auf Sand auf Leinwand“ entstehen, die auch von ihrem Material her nahe an die von Baumeister bewunderte Höhlenmalerei herankommen (ab etwa 1933). Er sammelt selbst Beispiele prähistorischer Funde, Kleinskulpturen und Werkzeuge, beschäftigt sich mit Felszeichnungen, die in Rhodesien entdeckt worden waren. Diese Erfahrung ist zweifellos für Baumeisters künstlerische Haltung von Bedeutung, da er offenbar, angeregt durch diesen reichen Zeichenfundus prähistorischer Werke, schließlich außerordentlich reduzierte organische Formen für seine „Ideogramme“ benutzt (ab ca. 1937). In ihnen verwendet er eine ganz eigene Zeichenwelt, die er als Symbole für die Gesetze der Natur, ihre Entwicklung und für die menschliche Existenz versteht.
Die malerische Entwicklung Baumeisters wird nicht unterbrochen, als er 1933 seine Professur am Frankfurter Städel verliert. Trotz politischer Verfolgung und ökonomischer Schwierigkeiten malt er konsequent weiter. Entsprechend vielfältig ist sein Werk und dessen Entwicklung auch für die Zeit über 1941 hinaus, als er mit einem Ausstellungsverbot belegt wird. Die Anstellung in der Wuppertaler Lackfabrik Dr. Kurt Herberts & Co zur Forschung über antike und neuzeitliche Maltechniken schützt ihn einerseits politisch, gibt ihm andererseits Gelegenheit, sich mit den Grundlagen der Malerei zu beschäftigen, so dass er seine Kenntnisse über die Techniken prähistorischer Höhlenmalerei vertiefen kann. Parallel wendet er sich Goethes Vorstellung von Urpflanzenformen zu. Hieraus entstehen die „Eidos-Bilder“ (Eidos: Idee): Gemälde, die, anders als Baumeisters Ideogramme, reich sind in ihrer Vielfalt und Farbigkeit. Weiterhin sind die Formen organisch, scheinen aber weniger Symbole oder Zeichen zu sein, als Abbilder von einfachen pflanzlichen und tierischen Lebensformen. Die Bilder tragen Titel wie Steingarten, Eidos oder Urpflanzlich.
Als unermüdlicher Forscher und Sammler besitzt Baumeister auch Beispiele afrikanischer Skulpturen, in denen er, wie in den Zeugnissen der Vorgeschichte, allgemeingültige Bilder für das Leben, Werden und die menschliche Existenz sieht. Entsprechend findet ihre Formensprache in den frühen 1940er Jahren Eingang in Baumeisters Werk – stark abstrahiert, zuerst farbig zurückhaltend (Afrikanische Erzählung, 1942) und mit der Zeit immer stärker farbig werdend, teilweise sehr komplex in ihrer formalen Gestaltung (Owambo, 1944/1948). Gleichermaßen belegen Titel und Formensprache Baumeisters Beschäftigung mit anderen alten (lateinamerikanischen) Kulturen (Peruanische Mauer, 1946, bzw. Aztekenpaar, 1948).
Ein anderes Beispiel für die Suche nach den „Grundlagen der Kunst“ ist Baumeisters Umsetzung des Gilgamesch-Epos. Handelt es sich hier um eine der ältesten schriftlich überlieferten Dichtungen, so wendet Baumeister in seiner Illustration der Erzählung (ab 1943) seine persönliche Bild- und Zeichensprache an, woraus ein geschlossener Zyklus entsteht, der mit seiner Bildersprache nah an die von der Erzählung ausgehende Wirkung (Anmutung) beim modernen Leser heranreicht. Weitere Illustrationen entstehen zu Texten aus der Bibel: Saul, Esther, Salome, sowie zu William Shakespeares The Tempest (Der Sturm).
Baumeister entwickelte auf diese Weise zielstrebig und erfolgreich eine ganz persönliche Bildsprache, die in der deutschen Kunst unmittelbar nach 1945 einzigartig ist und bleibt. Entsprechend hoch ist die Anerkennung, die er in der Nachkriegszeit im In- und Ausland erhielt. Seine künstlerische Entwicklung machte allerdings hier nicht Halt. Virtuos entwickelte er einerseits seine Malerei fort, verband außerdem die Vielfalt seiner Schaffensphasen in vielen weiteren Bildern – zum Teil hin zu „Overall-Strukturen“, die allerdings immer noch ein Fundament besitzen, das an Landschaftsbilder erinnert (Blaue Bewegung, 1950). Zum anderen entstanden hoch verdichtete Abstraktionen, die, von einer zentralen Form ausgehend, Baumeister als einen hervorragenden „Gegenstandslosen“ charakterisieren. Diese Gemälde sind wohl am bekanntesten geworden und werden von einer breiten Öffentlichkeit unmittelbar mit Willi Baumeister verbunden (u. v. a. Montaru mit Weiß und Rot, 1953 oder später ARU 2, 1955). Dennoch legt sich Baumeister nicht auf dieses späte „Markenzeichen“ fest. Vielgestaltige und vielfarbige Bilder entstehen noch in seinem Todesjahr parallel.

## Rezeption
Willi Baumeisters Werk wird heute besonders in Deutschland, Frankreich, Italien und Spanien wahrgenommen. Anders als insbesondere die „französischen Klassiker“ der Moderne oder die wichtigen amerikanischen Künstler der zweiten Hälfte des 20. Jahrhunderts gilt Baumeister nur eine geringere Aufmerksamkeit in der angelsächsischen Welt. Die Qualität seines Schaffens ist unbestritten. Eindeutig ist allerdings, dass er, arbeitend in der „inneren Emigration“ während der Nazidiktatur, keinen Einfluss auf ein lebendiges künstlerisches Umfeld hatte. Nach 1945 spielte Willi Baumeister in der deutschen und europäischen Kunstentwicklung eine wichtige Rolle. Von den deutschen Malern, die trotz der Verfolgung durch die Nationalsozialisten das Land nicht verlassen haben, gelangen zwischen 1933 und 1945 nur wenigen anderen Künstlern solch zukunftsweisende, zu neuen Gehalten und Formen führende Schritte. Nach 1945 wurde er zum Wortführer in der Auseinandersetzung um die Moderne. Baumeister galt als Anwalt einer „abstrakten“ Malerei und wurde als solcher ebenso hoch geschätzt wie heftig attackiert.
Eine bedeutende Sammlung von Werken Willi Baumeisters befindet sich im Archiv Willi Baumeister, das Teil des Kunstmuseums Stuttgart ist, und in der Sammlung Domnick, Nürtingen.
Am 12. Januar 1989 erschien eine Sonderbriefmarke mit dem Werk Bluxao (Gemälde)
2015, zum 60. Todestag des Künstlers erschien eine DVD des Kunstfilms und Zeitdokumentes "Willi Baumeister" von Ottomar Domnick 1954, eine Koproduktion von Archiv Baumeister im Kunstmuseum Stuttgart, Stiftung Domnick und Stiftung Willi Baumeister

## Ausstellungen
- 1910: Württembergischer Kunstverein (als Gast einer Ausstellung französischer Maler)
- 1927: Galerie d’Art Contemporain, Paris, Frankreich
- 1929: Staatenhaus am Rheinpark, Köln
- 1929: Große Kunstausstellung, Kunstverein Kassel
- 1930: Biennale Venedig, Italien
- 1931: Kunstverein Frankfurt
- 1935: Galleria Il Milione, Mailand, Italien
- 1939: Galerie Jeanne Bucher, Paris, Frankreich
- 1947: Eröffnungsausstellung – Werke von Max Ackermann, Willi Baumeister, Rudolf Baerwind, Kunz, Otto Ritschl und traditionelle afrikanische Skulpturen im „Haus für moderne Kunst und Raumgestaltung“, Egon Günther, Mannheim
- 1948: Deutsche Abstrakte Malerei (Ackermann, Baumeister, Nay, Ritschl), Galerie Egon Günther, Mannheim
- 1948: Willi Baumeister (Kollektiv–Ausstellung), gleichzeitig mit „Das Unbehagen an der Modernen Kunst“ – ein Vortrag von Gustav Friedrich Hartlaub über die ständige Sammlung der Galerie Egon Günther: Meister der Abstraktion und des Surrealismus – Exotische Kunst. Galerie Egon Günther, Mannheim
- 1949: Galerie Jeanne Bucher, Paris, Frankreich
- 1949: Eine Schau erlesener Skulpturen und Masken Afrikas und der Südsee verbunden mit einer Ausstellung unter anderem Werke von Ackermann Baumeister Bullinger Geitlinger Herkenrath Ritschl Scharpf Schulze, Galerie Egon Günther, Mannheim
- 1950: Abschlussausstellung (Malerei und Grafik): Ackermann, Willi Baumeister, Geitlinger, Ritschl, Herkenrath und Rudolf Scharpf, Galerie Egon Günther, Mannheim
- 1950: Gruppe ZEN 49: Gemälde – Baumeister, Winter, Fietz, Cavael, Geiger, Hempel; Skulpturen von Brigitte Meier–Denninghoff, Galerie Egon Günther, Mannheim
- 1950: Abschlussausstellung (Malerei und Grafik): Ackermann, Willi Baumeister, Geitlinger, Ritschl, Herkenrath und Rudolf Scharpf, Galerie Egon Günther, Mannheim
- 1950: Zen 49, Central Collecting Point, München
- 1951: Deutscher Künstlerbund, Hochschule für Bildende Künste, Berlin
- 1953: Guggenheim-Museum New-York, USA
- 1954: Württembergischer Kunstverein, Stuttgart
- 1955: documenta 1, Kassel
- 1955: Cercle Volnay, Paris, Frankreich
- 1959: documenta II, Kassel
- 1964: documenta III, Kassel
- 1965: Wallraf-Richartz-Museum, Köln
- 1968: Konstruktivisten- und Bauhaus-Zeichnungen / Willi Baumeister, Galerie Rüdiger Schöttle, München
- 1971: Willi Baumeister, Gemälde, Kunsthalle Tübingen
- 1971: Städtische Kunstsammlungen Augsburg und Kunstverein Augsburg, Querschnitt durch das Gesamtwerk[28]
- 1972: Zeichnungen, Gouachen, Nationalgalerie, West-Berlin (anschließend Städelsches Kunstinstitut, Frankfurt am Main)[29]
- 1973: Kulturamt, Regensburg, Zeichnungen[30]
- 1974: Willi Baumeister: Zeichnungen, Haus der Vertretung des Landes Baden-Württemberg beim Bund, Bonn[31]
- 1975: Willi Baumeister: Lithographien und Radierungen, gedruckt von Erich Mönch, Staatliche Akademie der Bildenden Künste Stuttgart
- 1976/1977: Willi Baumeister: Zeichnungen zu „Gilgamesch“, Staatliche Graphische Sammlung München
- 1977: Willi Baumeister: Werkschau, Kunstverein Braunschweig[32]
- 1979: Willi Baumeister: 1945–1955, Württembergischer Kunstverein Stuttgart
- 1985: Willi Baumeister, Zeichnungen und Gouachen, Galerie Roswitha Haftmann Modern Art, Zürich[33]
- 1989: Nationalgalerie Berlin
- 1989: Willi Baumeister: Typographie und Reklamegestaltung, Staatliche Akademie der Bildenden Künste Stuttgart
- 1990: Willi Baumeister: Typographie und Reklamegestaltung, Deutscher Werkbund, Frankfurt am Main
- 1999: Willi Baumeister et la France, Musée d’Unterlinden, Colmar
- 2000: Musée d’Art Moderne, Saint-Etienne
- 2003: Museo Thyssen Bornemisza, Madrid
- 2004: Städtische Galerie im Lenbachhaus, München
- 2004: Willi Baumeister – Karl Hofer: Begegnung der Bilder, Museum der bildenden Künste, Leipzig
- 2005: Bucerius Kunst Forum, Hamburg
- 2005: Die Frankfurter Jahre 1928–1933, Museum Giersch, Frankfurt am Main
- 2005: Westfälisches Landesmuseum für Kunst- und Kulturgeschichte, Münster
- 2006: Von der Heydt-Museum, Wuppertal
- 2007: Kunstmuseum Stuttgart
- 2007: Galerie Domberger, Filderstadt, Deutschland
- 2011: Staatsgalerie Stuttgart: Gilgamesch[34], Rezension: Badische Zeitung vom 7. Januar 2011, S. 12, Kultur, Volker Bauermeister: Eine Mauer aus Bildern
- 2011: Museu Fundación Juan March, Palma
- 2012: Kunstmuseum Winterthur
- 2012: MART Museo d’arte moderna e contemporanea di Trento e Rovereto, Trient
- 2013/2014: Willi Baumeister International, Kunstmuseum Stuttgart
- 2014: Willi Baumeister International, Museum Küppersmühle für Moderne Kunst, Duisburg
- 2015: Vorhang auf für Willi Baumeister!, Haus der Stadtgeschichte, Waiblingen
- 2016: Die Lust am Unbekannten – Willi Baumeister, Städtisches Museen und Galerien, Paderborn
- 2016/2017: Auf Papier... Arbeiten von Willi Baumeister, Kunstmuseum Stuttgart
- 2016/2017: Gilgamesch – Baumeister und Schumacher, Emil Schumacher Museum, Hagen
- 2016/2017: Kommen und Gehen-Künstleraufenthalte in der Region Frankfurt/Rhein Main, Museum Giersch der Goethe-Universität
- 2017: Artige Kunst, Wanderausstellung Bochum-Rostock-Regensburg
- 2017/2018: Willi Baumeister. Der Zeichner – Figur und Abstraktion in der Kunst auf Papier, Kupferstichkabinett, Berlin
- 2023 Sammelausstellung Säulen der Moderne, Galerie & Edition Bode, Nürnberg

## Schriften
- Neue Typographie. In: Die Form, Jg. 1, 1925/26, Heft 10, S. 215–217 (Digitalisat).
- Das Unbekannte in der Kunst. 1947, 1960, 1974, 1988, ISBN 3-7701-2159-7.
- Gilgamesch. Mit einer Einführung von Werner Haftmann, Köln 1976.
- Stuttgart und die Schwaben. Hrsg. und mit einem Nachwort von Wolfgang Kermer Willi Baumeister und die Zeitschrift '„Der Querschnitt“. Staatliche Akademie der Bildenden Künste, Stuttgart 1999 (= WerkstattReihe [Staatliche Akademie der Bildenden Künste Stuttgart] hrsg. von Wolfgang Kermer; 6)
- Cézanne. Hrsg. und mit einer Einführung von Wolfgang Kermer. Staatliche Akademie der Bildenden Künste, Stuttgart 2006 (= WerkstattReihe [Staatliche Akademie der Bildenden Künste Stuttgart] hrsg. von Wolfgang Kermer; 16) ISBN 3-931485-79-X. (Nachdruck aus Anlass des 100. Todestags von Cézanne)